# St. Laurentius (Buchheim)

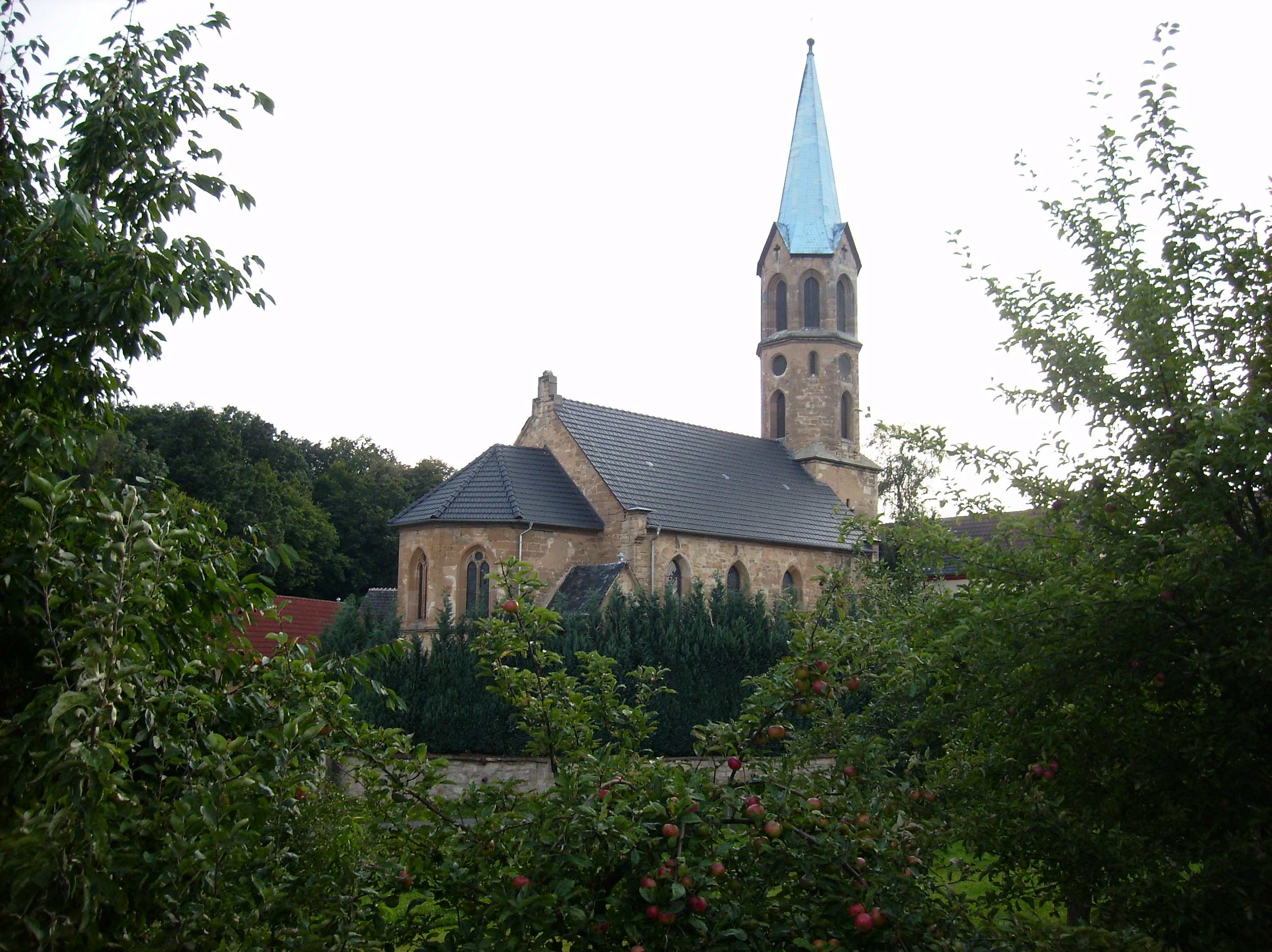
Die Kirche

Die Dorfkirche St. Laurentius steht im Ortsteil Buchheim in der Gemeinde Heideland im Saale-Holzland-Kreis in Thüringen. Sie gehört zum Pfarrbereich Eisenberg-Königshofen im Kirchenkreis Eisenberg der Evangelischen Kirche in Mitteldeutschland.

## Geschichte
Die Kirche wurde 1865/66 an die Stelle einer Vorgängerin im neugotischen Stil erbaut. 1872 wurde das geschnitzte Altarretabel der Vorgängerkirche, wohl um 1510/1520 im Umkreis des „Meisters des Friedensdorfer Altars“ entstanden, an die Geschichts- und Altertumsforschende Gesellschaft des Osterlandes verkauft und kam in das Schlossmuseum in Altenburg. Seit 1990 steht es als Dauerleihgabe in der Kirche St. Bartholomäi in Altenburg.

## Architektur
Der Grundriss der Kirche gleicht einem Kreuz. Im südlichen Kreuzarm befindet sich die Sakristei, im nördlichen die Leichenhalle. Aus der alten Kirche stammen noch der gotische Sakramentenschrein sowie die Kanzel, die in der Renaissancezeit von Hans Gerge geschaffen wurde.

## Orgel
Die Orgel wurde von Christoph Opitz aus Dobra geschaffen und eingebaut.

## Glocken
Im Glockenstuhl hängt eine Glocke von 1605, die aus Erfurt stammt. Die zwei anderen Glocken wurden Opfer beider Weltkriege. Heute läutet eine Stahlglocke neben der alten Bronzeglocke.

## Sanierungsarbeiten
Der Kirchturm war einst schiefergedeckt. Er erhielt bei der Dachsanierung 1980 hellblaue Schindeln.